# Hans Anders (Mediziner)
Hans E. Anders (* 30. Oktober 1886 in Berlin; † 3. Februar 1953 ebenda) war ein deutscher Mediziner, der als Pathologe und zuletzt als Hochschullehrer tätig war.

## Leben

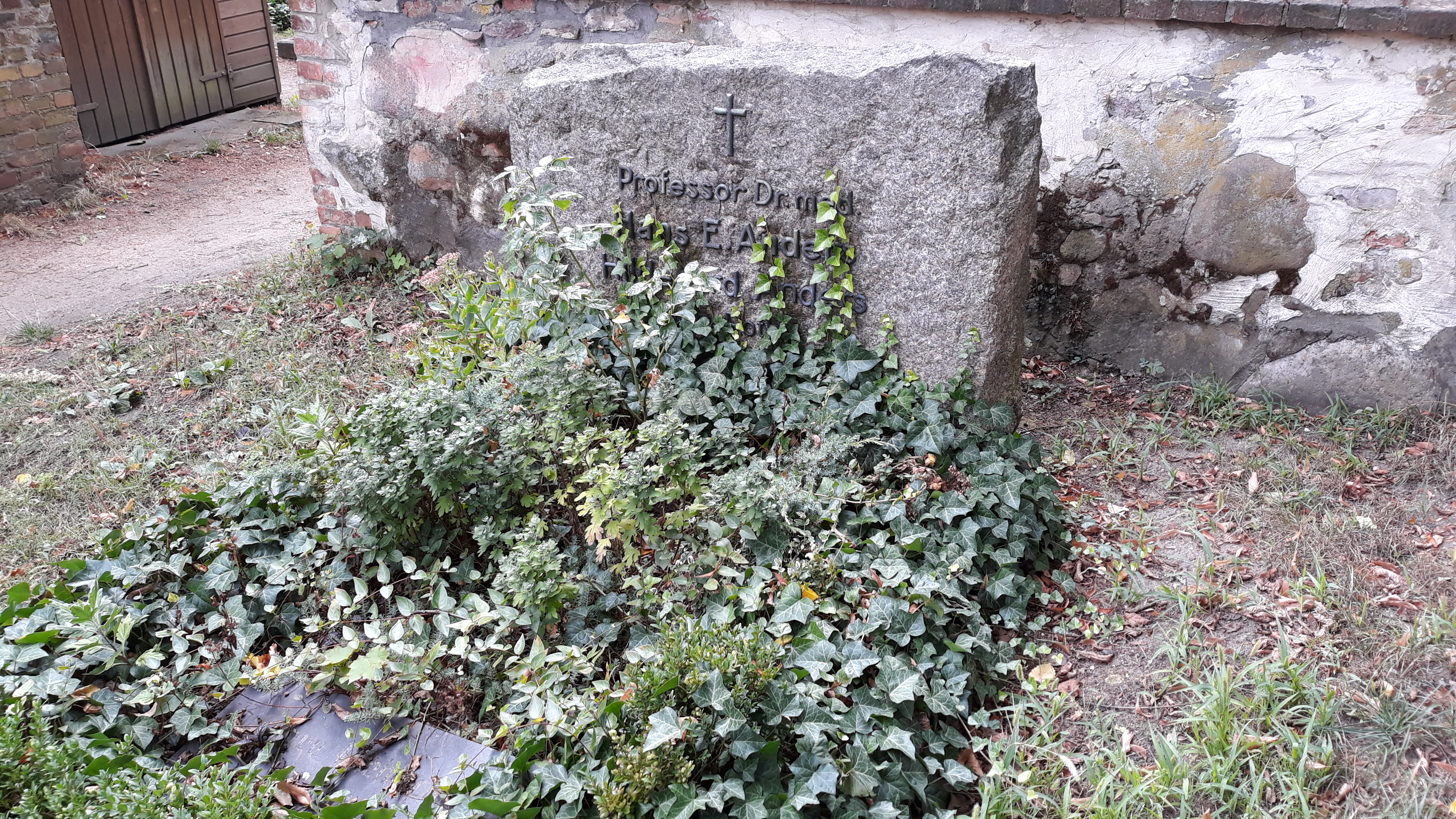
Grab auf dem Friedhof an der Schloßkirche Buch

Hans Anders war der Sohn des Kaufmanns Emil Anders und dessen Ehefrau Emmy, geborene Villarat. Nach dem Besuch des Victoria-Gymnasiums in Potsdam ging er an die Kaiser-Wilhelm-Akademie für das militärärztliche Bildungswesen in Berlin. Danach studierte er von 1905 bis 1910 Medizin und wurde 1911 approbiert. Seit 1913 wirkte er an der Universität Rostock und nahm von 1914 bis 1918 am Ersten Weltkrieg teil. Nach Rostock zurückgekehrt, war er Assistent am Pathologischen Institut in Rostock. 1922 wechselte er an das Pathologische Institut der Universität Freiburg, wo er 1. Assistent und Privatdozent war. 1929 übernahm er die Prosektur des Rudolf-Virchow-Krankenhauses in Berlin. Aus politischen Gründen wurde er 1933 von den Nationalsozialisten aus dieser Position verdrängt und war daraufhin zwei Jahre arbeitslos. 1935 wurde er Prosektor und Direktor des Pathologischen Instituts der Heilanstalten in Berlin-Buch. Nach dem Ende des Zweiten Weltkrieges war er als Pathologe im dortigen Hufeland-Krankenhaus tätig. 1950 wurde Hans Anders, der in die SED eingetreten war, auf den Lehrstuhl für Pathologie der Humboldt-Universität zu Berlin berufen, den einst Rudolf Virchow geleitet hatte. Er starb während einer Vorlesungspause an Herzinfarkt.
Anders war Mitglied der Deutschen Pathologischen Gesellschaft, der Deutschen Anatomischen Gesellschaft und der Deutschen Zoologischen Gesellschaft sowie Mitglied der Deutschen Gesellschaft für gerichtliche Medizin.

## Auszeichnungen
- Verdienter Arzt des Volkes